# Le Bal des folles
Pour plus de détails, voir Fiche technique et Distribution.
Le Bal des folles est un film français réalisé par Mélanie Laurent sorti en 2021 en vidéo à la demande. Il est adapté du roman du même nom de Victoria Mas, publié le 21 août 2019 et lauréat du Prix Renaudot des lycéens 2019.

## Synopsis
Dans les années 1880, Eugénie est une jeune fille radieuse et passionnée d'une famille de la grande bourgeoisie. Elle possède un don unique : elle est capable d'entendre et de voir les morts, ce qui lui cause des transes incontrôlées. Lorsque sa famille découvre ce don, la jeune fille est internée contre son gré à la clinique neurologique de La Pitié Salpêtrière. L'éminent professeur Jean-Martin Charcot y dirige notamment le « service des hystériques ». Eugénie ne peut s'échapper et doit subir les mauvais traitements et le mépris misogyne des médecins incompétents,. Le personnage de Geneviève, joué par Mélanie Laurent, serait inspiré de la vie de Marguerite Bottard qui a travaillé à la Pitié Salpêtrière.

## Fiche technique
Sauf indication contraire, les informations mentionnées dans cette section peuvent être confirmées par la base de données cinématographiques IMDb,  présente dans la section « Liens externes ».
- Titre original : Le Bal des folles
- Titre international anglophone : The Mad Women's Ball
- Réalisation : Mélanie Laurent
- Scénario : Mélanie Laurent et Christophe Deslandes, d'après le roman de Victoria Mas
- Décors : Stanislas Reydellet
- Costumes : Maïra Ramedhan Levi
- Photographie : Nicolas Karakatsanis
- Montage : Anny Danché
- Musique : Asaf Avidan
- Production : Alain Goldman et Axelle Boucaï
- Société de production : Légende Films
- Société de distribution : Amazon Studios (Amazon Original)
- Budget : n/c
- Pays d'origine :  France
- Langue originale : français
- Format : couleur
- Genre : drame, thriller, historique et fantastique[4]
- Durée : 122 minutes
- Date de sortie : 17 septembre 2021 sur Prime Vidéo

## Distribution
- Lou de Laâge : Eugénie
- Mélanie Laurent : Geneviève
- Emmanuelle Bercot : Jeanne
- Benjamin Voisin : Théophile
- Martine Chevallier : Grand-Mère Cléry
- Cédric Kahn : François Cléry
- Valérie Stroh : Madame Cléry
- Grégoire Bonnet : Jean-Martin Charcot
- Lauréna Thellier : Marguerite
- Alice Barnole : Henriette
- Lomane de Dietrich : Louise
- Martine Schambacher : Thérèse
- Coralie Russier : Camille
- Christophe Montenez : Jules
- Vincent Nemeth : Prévost Roumagnac
- César Domboy : Ernest
- Lou Laurent : Joséphine
- André Marcon : le père de Geneviève

## Production

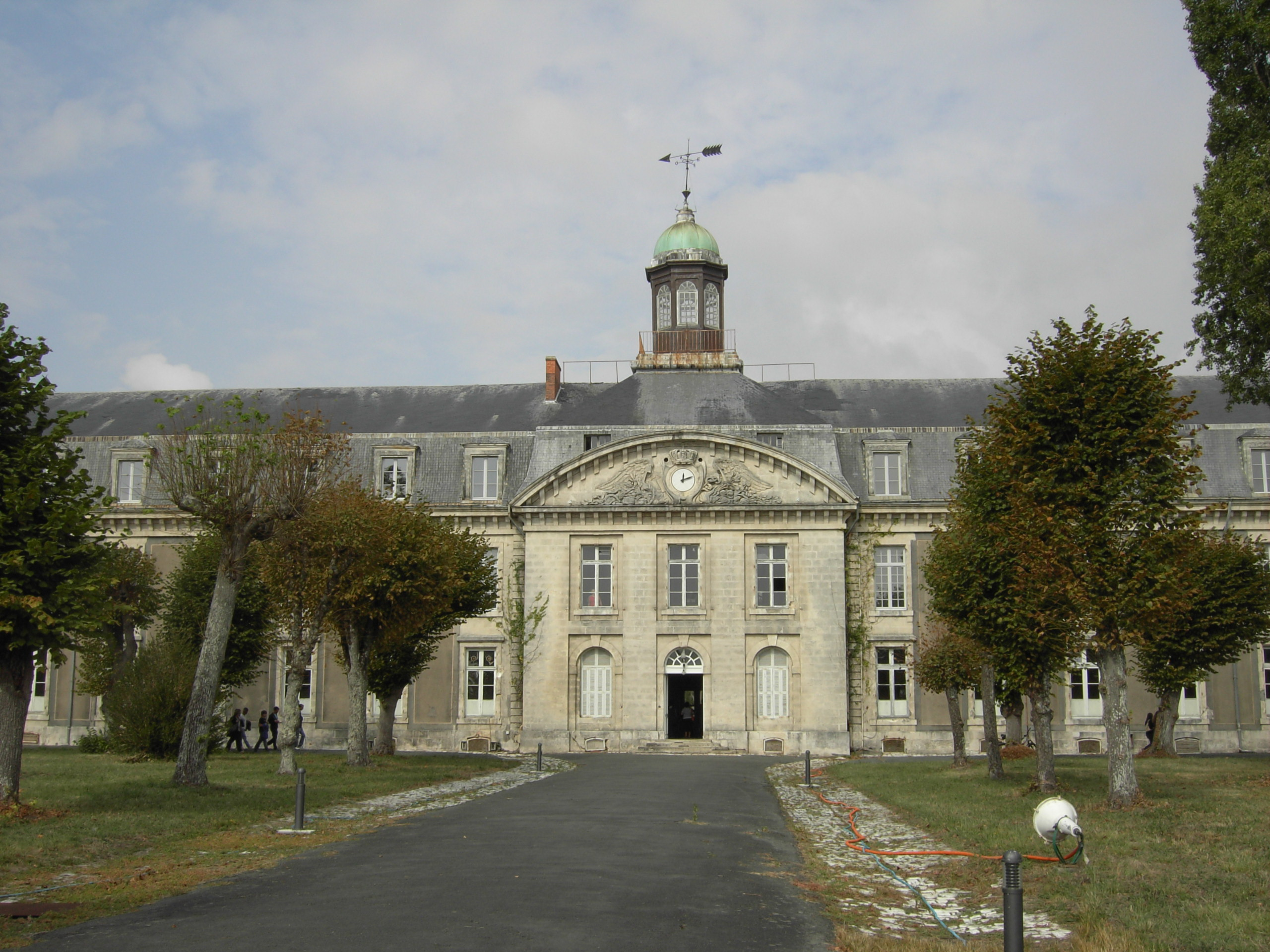
Bâtiment principal de l'hôpital de la Marine de Rochefort qui sert de décor au film

En janvier 2020, il est annoncé que Mélanie Laurent va coécrire et réaliser l'adaptation cinématographique du roman Le Bal des folles de Victoria Mas, avec Alain Goldman comme producteur via sa société Légende Films. En juin 2020, il est annoncé que Mélanie Laurent jouera également dans le film aux côtés de Lou de Laâge, alors que Gaumont distribuera le film en France. En novembre 2020, Emmanuelle Bercot, Benjamin Voisin, Cédric Kahn et Grégoire Bonnet rejoignent eux aussi le film. Il est annoncé qu'Amazon Studios distribuera le film dans le monde entier, après le désistement de Gaumont.
Le tournage débute en novembre 2020. L'hôpital de la Marine de Rochefort (Charente-Maritime) est choisi pour récréer la Pitié Salpêtrière.
En novembre 2022, Lou de Laâge a reçu le prix de la meilleure actrice aux International Emmy Awards.